# Gustav Samuelsson
För andra betydelser, se Gustav Samuelsson (olika betydelser).
Gustav Holmfrid Samuel Samuelsson, född 10 juli 1919 i Morlanda församling, Göteborgs och Bohus län, död 11 maj 2015 i Skallsjö församling, Västra Götalands län, var en svensk marinmålare.
Samuelsson arbetade från 14 års ålder som sjöman på sin pappas kutter och efter sex år till sjöss utbildade han sig till varvsingenjör. Samtidigt studerade han marinmåleri vid kvällskurser på Valands målarskola i Göteborg och för K.G. Bratt. Han medverkade i utställningar på Göteborgs sjöfartsmuseum, Norsk sjöfartsmuseum i Oslo, Stavanger sjöfartsmuseum och Sjöhistoriska museet i Stockholm. Hans konst består huvudsakligen av marinmålningar. Samuelsson finns representerad vid Malmö museum, Göteborgs sjöfartsmuseum, Norsk Sjøfartsmuseum i Oslo, Bergen museum, Skogsmuseet Silvanum, Gävle kommun, Säffle kommun, Härnösands kommun, Orust, Tjörn, Skärhamn och Mollösund. Han signerade sina arbeten med G.Sam.